# Son Mut Aliardo
Son Mut Aliardo és una possessió del terme de Llucmajor, Mallorca. Està situada a la marina, entre les possessions de Gomera Vell, Son Tord, Son Marionet i Can Joan de Merola. Es troba documentada el 1685 i pertanyia al prevere Joan Garau. El 1738 n'era propietari Damià Garau. Té cases amb torre de defensa i era dedicada a conreu de cereals.

## Construccions
La casa de la possessió, amb carrera, integra en un bloc una sèrie de bucs adossats: l'habitatge humà, la torre de defensa i algunes dependències agrícola-ramaderes (forn i estables). Situats de forma aïllada hom hi troba altres instal·lacions agrícola-ramaderes (estables, solls i un aljub). L'habitatge humà el formen tres bucs adossats, cada un d'ells té una crugia i un vessant. El buc principal té dues altures i és on viuen els senyors; al buc intermedi, integrat dins la casa dels senyors, es troba la cuina; i el buc de la part posterior té una altura i és la casa dels amos. Perpendiculars a aquests tres bucs hi ha els estables; imbricada entre la casa dels senyors i la cuina s'ubica la torre de defensa.

### Torre de defensa
La torre té característiques constructives del segle xv, malgrat que les cases es troben documentades el 1685. Té planta quadrangular de tres altures; parament paredat en verd llevat de les faixes, en cadena d'angle, i les estructures dels buits; coberta de volta de canó a l'interior i plana a l'exterior; terrat amb mènsules que suportaven el parapet, ara inexistent; i caseta de sortida al terrat. L'accés es realitza des de les cases, a la planta baixa, per una porta amb arc de mig punt, sense dovelles (l'arc retallat a una peça de marès). A la primera planta hi ha una porta d'accés moderna d'arc de mig punt. Hi ha obertures només a dues de les façanes que corresponen a la façana posterior de l'habitatge principal; a una d'elles, finestra plana (que probablement no és original) damunt la qual hi ha una sagetera; a l'altra, finestró esbocat i, en el mateix eix vertical, finestró amb arc de mig punt obert a una peça rectangular de marès.